# Kinda Kinks
Kinda Kinks er den britiske rockgruppe The Kinks' andet album. Den blev udgivet 5. marts 1965 i Storbritannien. Albummet havde i den originale britiske udgave tolv numre, mens det i USA-udgaven havde et lidt andet indhold og rækkefølge med elleve numre. Singleudspillet fra albummet var "Tired of Waiting for You"; desuden blev udsendt nummeret "Set Me Free", der kun var med på den amerikanske udgave af albummet.
Albummet er også nyudsendt på cd med elleve bonusnumre, og der er desuden i 2011 udsendt en deluxe-udgave med en ekstra cd med 23 numre i form af singler, demoindspilninger og liveoptagelser fra BBC.

## Numre
Alle sange er skrevet af Ray Davies, hvis andet ikke fremgår.
Side 1
1. "Look for Me Baby" – 2:17
2. "Got My Feet on the Ground" (Ray Davies/Dave Davies) – 2:14
3. "Nothin' in the World Can Stop Me Worryin' 'Bout That Girl" – 2:44
4. "Naggin' Woman" (Anderson, West) – 2:36
5. "Wonder Where My Baby Is Tonight" – 2:01
6. "Tired of Waiting for You" – 2:31

Side 2
1. "Dancing in the Street" (Gaye, Stevenson, Hunter) – 2:20
2. "Don't Ever Change" – 2:25
3. "Come on Now" – 1:49
4. "So Long" – 2:10
5. "You Shouldn't Be Sad" – 2:03
6. "Something Better Beginning" – 2:26

### Bonusnumre på cd-udgivelsen
1. "Ev'rybody's Gonna Be Happy" – 2:16
2. "Who'll Be the Next in Line" – 2:02
3. "Set Me Free" – 2:12
4. "I Need You" – 2:26
5. "See My Friends" – 2:46
6. "Never Met a Girl Like You Before" – 2:05
7. "Wait Till the Summer Comes Along" (Dave Davies) – 2:07
8. "Such a Shame" – 2:19
9. "A Well Respected Man" – 2:43
10. "Don't You Fret" – 2:45
11. "I Go to Sleep" (demoversion) – 2:42

## Medvirkende
- Ray Davies – rytmeguitar, forsanger, kor, klaver på "Wonder Where My Baby Is Tonight"
- Dave Davies – leadguitar, kor, forsanger på "Got My Feet on the Ground", "Naggin' Woman", "Wonder Where My Baby Is Tonight" og "Come On Now"
- Pete Quaife – bas, kor
- Mick Avory – trommer
- Bobby Graham – trommer på "Tired of Waiting for You"
- Rasa Davies – kor på "Look for Me Baby", "Dancing in the Street" og "Come On Now"